# Nazionale maschile di calcio a 5 della Guadalupa
La nazionale di calcio a 5 della Guadalupa è la rappresentativa calcistica della Guadalupa, Dipartimento francese d'Oltremare che si trova nel Mare Caraibico. È controllata dalla Federazione calcistica di Guadalupa, distaccamento della FFF, che controlla anche il campionato.

## Storia
La nazionale di calcio a 5 della Guadalupa, partecipa per la prima volta alla CONCACAF Futsal Championship nell'edizione 2020, qualificandosi direttamente alle fasi finali della manifestazione..

## Risultati nelle competizioni internazionali

### FIFA Futsal World Cup
- 1989 - non presente
- 1992 - non presente
- 1996 - non presente
- 2000 - non presente
- 2004 - non presente
- 2008 - non presente
- 2012 - non presente
- 2016 - non qualificata
- 2021 - non qualificata

### CONCACAF Futsal Championship
- 1996 - non presente
- 2000 - non presente
- 2004 - non presente
- 2008 - non presente
- 2012 - non presente
- 2016 - non qualificata
- 2021 - rinunciataria